# フランシーン・ゴットフリート
フランシーン・ゴットフリート（Francine Gottfried、1947年 - ）は、アメリカ合衆国の一般女性。43インチ（109センチ）の爆乳により一説に1万5000人の群衆を集めたことで知られる。報道陣からは「ウォール街のセーターガール」と呼ばれた。登場人物の名前のカタカナ表記はフランシーン以外は『週刊読売』の記事に従う。

## 経歴

### 生い立ち
1947年、ニューヨークのユダヤ系の家庭に生まれる。Eastern District High School在学中の16歳の時点で女のカラダになっていた。学校の教師は、あたかも同じ地区の建築労働者がそうするように彼女をじろじろと見つめた。高校卒業後の4年間はいくつかの職を転々とする。

### 炎上
フランシーンがマンハッタンの金融街にあるケミカル・ニューヨーク信託銀行（Chemical Bank New York Trust Company）で働き始めたのは1968年5月27日である。同年8月下旬までには、彼女が毎日同じ経路を通勤していることに少数のマニアが気づいていた。彼らは毎日彼女が現れる時刻を計り、同僚にその情報を広めた。それから3週間、物好きな群衆は着実に増加し、9月18日には2000人が彼女の出現を待っていた。この時点で、群衆が群衆を引き寄せる現象が発生していた。9月19日、フィナンシャル・ディストリクトの従業員5000人以上が仕事を中断し、午後1時15分に街頭になだれ込み、フランシーンが地下鉄の駅を降り、銀行のデータ処理センターへ歩いていくのを見守った。
警察は道路を封鎖し、暴徒のなか彼女を警護したが、少しでもよく見えるように車の屋根に上った男たちにより3台が損傷した。株式仲買人や銀行家らはウォール街を見下ろす窓から身を乗り出し、取引が事実上停止するのを眺めていた。『ニューヨーク・マガジン』誌は「紙テープもほったらかしに普段上品なブローカーも殺気立った」と書いた。日刊紙のほか、『Life』『Time』『ニューヨーク・マガジン』が彼女の写真を撮った。デイリー・ニュース（Daily News）には「A Bust Panics Wall Street As The Tape Reads 43」という見出しが載った。
翌9月20日、ウォール・ストリートとブロード・ストリートの一角は1万人の見物人と報道陣で埋め尽くされ、フランシーンの出現を待ち望んでいたが無駄に終わった。彼女は上司からの電話により、騒ぎを止めるためにブルックリン区ウィリアムズバーグで自宅待機していた。「何のためにこんなことをしているの？私はただの女の子なのに」という発言が残っている。
10月4日から5日の報道によると、プロモーター（publicist）たちはフランシーンが注目を集めていることに便乗すべく、計4人の爆乳女性をウォール街に連れてきた。
10月3日、43-24-37の女性が二人、オハイオ州クリーブランドから来ている。モデルのシェイラ・ムーア（Sheilah Moore、21歳）と秘書のスザンヌ・ズルコウスキー（Suzanne Zulkowski、25歳）である。クリーブランドのラジオ局WIXYの企画として、わが街にもフランシーンに匹敵する爆乳がいることを示すためにウォール街に連れてこられた。なお、二人に群がったウォール街の群衆はすぐに撤退した。このころになると一連の〝ボイン騒動〟（現地ではセーター・ガール・ダービー。大橋巨泉によるとボイン競争）は全米の新聞で報道され、AP通信によって世界に伝えられた。
10月4日、ゲリ・ストット（Geri Stotts）がウォール街に現れた。Geriは当時36歳でティーンエイジャーの息子を持つ人妻で、簿記の仕事に従事していた。身長5フィート10インチ、体重68キロ、上から47-29-39。カリフォルニア州バーバンクのラジオの体形コンテストmeasurement contestで優勝し、賞品としてウォール街への旅行を獲得した。「私よりバストの大きい人には、これまで3・4人お目にかかったけれど、私ほどプロポーションがよくなかったわ」「I would'nt be surprised if I drew 50000 people.」という発言が残っている。なお、出現からわずか5分で待ち構えていた警察官に救出され、ショータイムは終了。
同じ日にロニー・ベル（Ronnie Bell、21歳または19歳）がウォール街に出現。Ronnieはニューヨークの下町のストリッパーで、プロモーターのSam Gutwirthによると50-22-37である。警察は暴徒と化した5000人の群衆からゲリとロニーを守るため、50人を拘束しなければならなかった。
10月10日、メリーランド州ボルチモアのジャンヌ・ケイロリが名乗りを上げた。アルゼンチン生まれのダンサーのジャンヌは、127-66-97、11月までメリーランド州の職場を離れることができないのでウォール街に出現するのはしばらく先になりそうだと『週刊読売』は伝える。

### その後
報道によると、フランシーンはフロリダ州マイアミのナイトクラブからのオファーを受け、年俸10万ドルでトップレスダンサーになった。マイアミの宣伝会社が「踊れなければ、こちらで先生をつけてあげるから大丈夫」という条件でオファーを持ち掛けた（『週刊読売』による）。
彼女は映画やモデルのオファーに応じるつもりであるとインタビュアーで明らかにしたが、すぐに無名に戻ってしまった。彼女が引き起こした現象についての簡単な説明は、
社会学や通俗的な歴史の本に多く掲載され、なかには1950年代のいわゆる胸マニア（bosom mania）の生き残りとして扱うものもあった。『Esquire』誌は彼女に第9回怪しい業績アワードEsquire's Ninth Annual Dubious Achievement Awardを授与した。

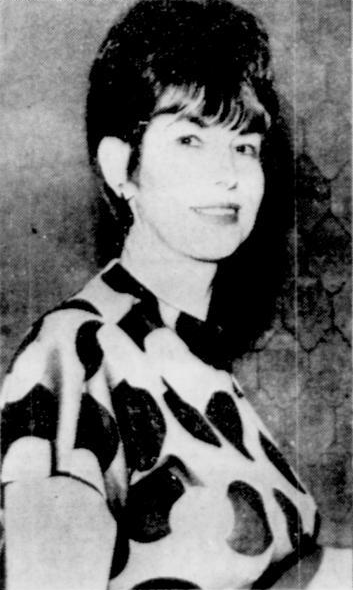
Geri Stotts
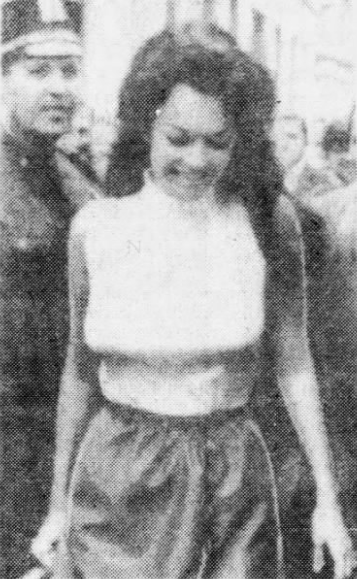
Ronnie Bell
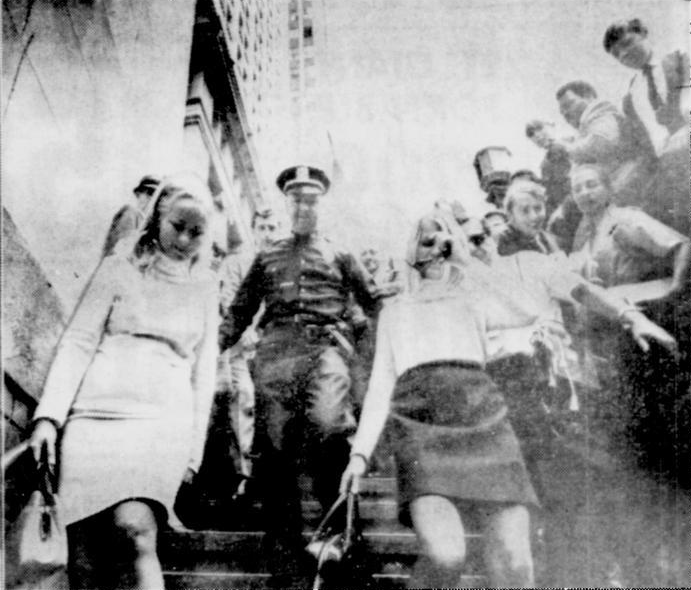
Sheilah Moore (左), Suzanne Zulkowski